# Норвіч Тауншип (округ Маккін, Пенсільванія)
Норвіч Тауншип (англ. Norwich Township) — селище (англ. township) в США, в окрузі Маккін штату Пенсільванія. Населення — 501 особа (2020).

## Демографія
Згідно з переписом 2010 року, у селищі мешкали 583 особи в 237 домогосподарствах у складі 152 родин. Було 604 помешкання
Расовий склад населення:
| - 98,6 % — білих - 0,3 % — чорних або афроамериканців - 0,2 % — корінних американців |

До двох чи більше рас належало 0,9 %. Частка іспаномовних становила 0,2 % від усіх жителів.
За віковим діапазоном населення розподілялося таким чином: 24,2 % — особи молодші 18 років, 60,0 % — особи у віці 18—64 років, 15,8 % — особи у віці 65 років та старші. Медіана віку мешканця становила 44,6 року. На 100 осіб жіночої статі у селищі припадало 120,0 чоловіків;  на 100 жінок у віці від 18 років та старших — 111,5 чоловіків також старших 18 років.
Середній дохід на одне домашнє господарство  становив 53 223 долари США (медіана — 42 250), а середній дохід на одну сім'ю — 60 265 доларів (медіана — 58 750). За межею бідності перебувало 9,4 % осіб, у тому числі 16,7 % дітей у віці до 18 років та 0,0 % осіб у віці 65 років та старших.
Цивільне працевлаштоване населення становило 279 осіб. Основні галузі зайнятості: виробництво — 28,0 %, освіта, охорона здоров'я та соціальна допомога — 20,4 %, публічна адміністрація — 12,5 %, будівництво — 7,2 %.